# Jurij Duganov
Jurij Vladimirovič Duganov (in russo Юрий Владимирович Дуганов?; Slobodskoj, 27 luglio 1921 – Mosca, 1º agosto 2012) è stato un sollevatore sovietico medagliato mondiale e campione europeo nel 1953, che ha gareggiato nella categoria dei pesi medi.

## Biografia
Cresciuto nella città natale di Slobodskoj, da ragazzo praticò diverse attività sportive: pallacanestro, atletica leggera, sci e pattinaggio su ghiaccio.
Mentre iniziava a competere in gare di atletica leggera, vide in palestra gli allenamenti dei sollevatori di pesi e iniziò ad interessarsi alla disciplina. Trasferitosi a Leningrado, nel 1941 iniziò a studiare presso l'Istituto di Cultura Fisica e si allenò per i campionati russi di atletica leggera. Ma questi campionati non si sono mai disputati.
Chiamato alle armi, dovette andare in guerra. Nel 1942 venne ferito in battaglia e fu portato in ospedale, sopravvivendo a malapena. Successivamente si allenò in ospedale con piccoli bilancieri per accelerare il processo di guarigione e decise di dedicarsi al sollevamento pesi dal 1945. 

## Carriera
Dopo aver vinto alcuni campionati regionali, nel 1950 divenne per la prima volta campione sovietico dei pesi medi. Vinse il titolo nazionale altre tre volte (1953, 1954 e 1955) e per due volte arrivò al secondo posto, nel 1949 e nel 1951. Con il suo allenatore Vladimir Svetilko si affinò nello strappo a due braccia, che divenne il suo punto di forza. Nel 1953 raggiunse il punto più alto a livello internazionale ai campionati mondiali ed europei di Stoccolma, dove vinse rispettivamente la medaglia di bronzo e la medaglia d'oro. Riuscì anche a stabilire dieci record mondiali.
La sua carriera agonistica durò fino al 1957, dopodiché divenne allenatore della squadra della RSFSR. Sotto la sua guida, la squadra vinse otto competizioni sportive consecutive. Fino al 1982 ha lavorato come assistente e docente nel dipartimento di sollevamento pesi presso l'Accademia di cultura fisica di Mosca.